# Агиртрія зеленолоба
Аги́ртрія зеленолоба (Ramosomyia viridifrons) — вид серпокрильцеподібних птахів родини колібрієвих (Trochilidae). Мешкає в Мексиці і Гватемалі.

## Опис

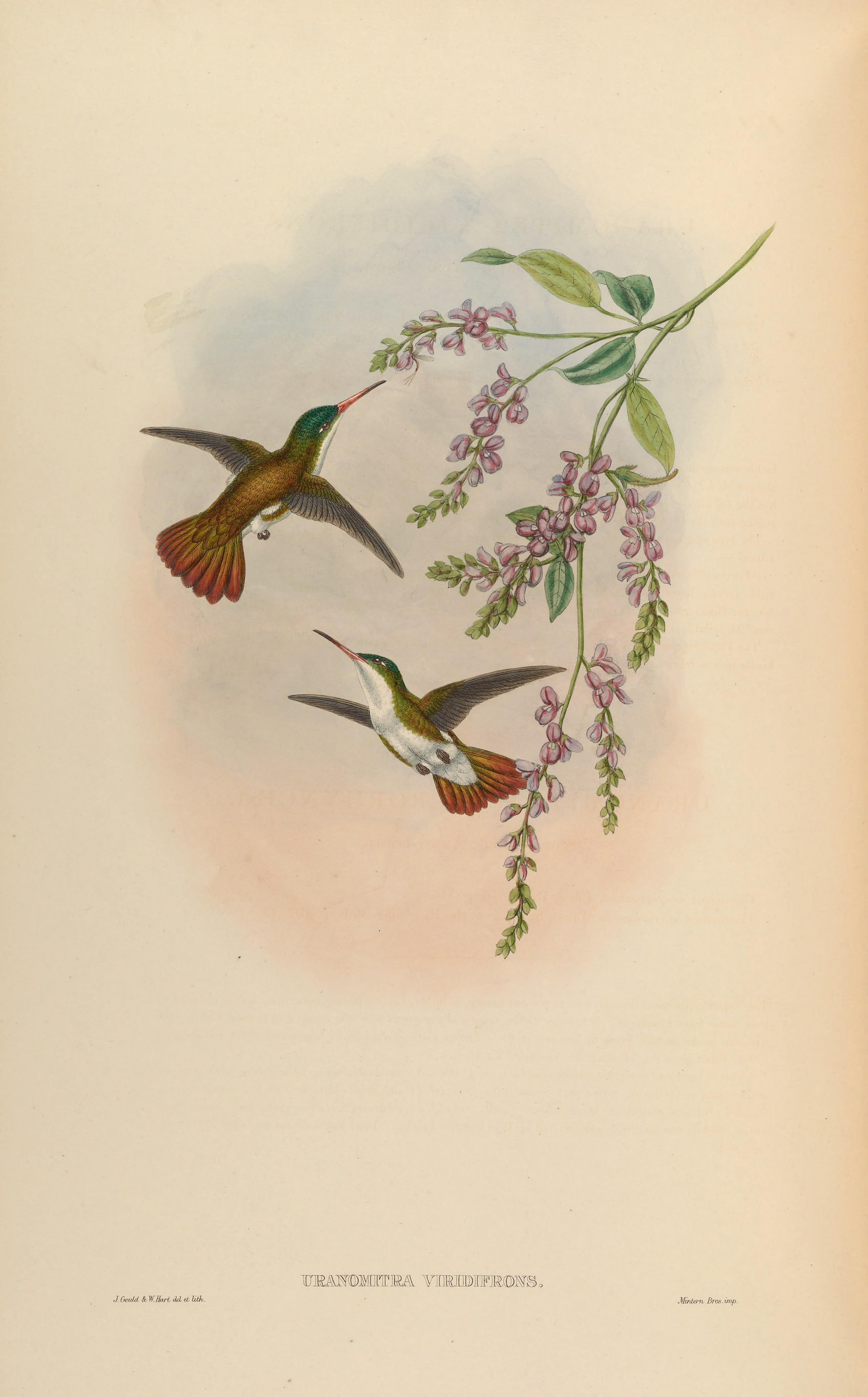
Зеленолобі агиртрії

Довжина птаха становить 10-11,5 см, вага 5,5-6,3 г. У самців номінативного підвиду тім'я блискуче, синьо-зелене, потилиця і спина смарагдово-зелені або бронзово-зелені, надхвістя сірувато-коричневе або бронзове. Хвіст мідно-фіолетовий або фіолетовий, стернові пера мають бронзово-зелені краї. Нижня частина тіла біла, груди з боків смарагдово-зелені, боки бронзово-зелені, іноді поцятковані блідо-коричневими або винними плямами. Дзьоб середнього розміру, прямий, червоний з чорним кінчиком.
У самиць тім'я темно-зелене, хвіст бронзово-зелений або золотисто-зелений. Забарвлення молодих птахів подібне до забарвлення самиць, однак нижня частина тіла і хвіст у них поцятковані блідо-коричневими плямами. Представники підвиду R. v. villadai є дещо більшими, ніж представники номінативного підвиду, боки у них менш зелені.

## Підвиди
Виділяють два підвиди:
- R. v. viridifrons (Elliot, DG, 1871) — від центрального Герреро до західної Оахаки;
- R. v. villadai (Peterson & Navarro, 2000) — південний схід Оахаки і Чіапас, захід Гватемали.

Рудобока агиртрія раніше вважалася підвидом зеленолобої агиртрії, однак була визнана окремим видом.

## Поширення і екологія
Зеленолобі агиртрії живуть в сухих широколистяних лісах, колючих чагарникових заростях, галерейних лісах, сосно-дубових рідколіссях, парках і садах. Зустрічаються на висоті від 60 до 1400 м над рівнем моря, на півдні ареалу на висоті понад 730 м над рівнем моря. Ведуть переважно осілий спосіб життя, однак деякі особини здійснюють сезонні переміщення.
Зеленолобі агиртрії живляться нектаром квітучих чагарників і дерев, а також дрібними комахами, яких ловлять в польоті. Сезон розмноження в Оахаці триває з грудня по лютий, в Чіапасі з квітня по червень. Гніздо чашоподібне, робиться з рослинного пуху і лишайників, скріплених за допомогою павутиння, розмішується на висоті 2-3 м над землею. В кладці 2 білих яйця.